# キュア 〜禁断の隔離病棟〜
『キュア 〜禁断の隔離病棟〜』（キュア きんだんのかくりびょうとう、A Cure for Wellness）は、ゴア・ヴァービンスキー監督による2016年のアメリカ合衆国のホラー・サイコスリラー映画である。デイン・デハーン、ジェイソン・アイザックス、ミア・ゴスらが出演した。

## ストーリー
ウォールストリートで働く金融マンのロックハートが役員に呼び出されて会議室に向かうと、社長のロバート・E・ペンブロークからの「会社には戻らない」と書かれた手紙を見せられ、実際に休暇から戻ってきていないことを知らされる。ロックハートの不正に気付いている役員たちは彼に圧力をかけ、スイスの療養所まで迎えに行くよう命じた。
療養所への道中、ロックハートはタクシーの運転手から、療養所には金持ちの客を毎週送り届けているが、逆に帰ってくる人は稀だと聞かされる。続けて療養所のことを尋ねると、200年ほど前に周辺を治めていたライヒマール男爵は純血に拘り、教会の反対を無視して妹との近親婚を目論んでいたが、それを知った村人によって妹ともども地下墓地で殺され、城は焼き払われたのだという。
ロックハートが療養所に到着すると既に面会時間を過ぎていたものの、責任者と交渉して夜には会えるように取り計らってもらう。ロックハートは一旦ホテルに向かうため療養所から離れるが、途中でタクシーが鹿に激突して大事故になってしまう。
目が覚めたロックハートは療養所のベッドの上におり、傍にいた所長のハインリッヒ・ヴォルマーから3日も眠っていたことを知らされる。慌てて帰ろうとするロックハートだが、ヴォルマーから自分が右足を骨折していることや、会社には療養の許可を取ったことを告げられ、その場は引き下がる。しかし、ロックハートは療養所内を見て回る中でペンブロークを見つけ出し、説得によって一時的に療養所を離れることを了承させる。
ロックハートは迎えを手配するよう職員に頼むと、不思議な雰囲気を持つ少女ハンナと出会う。迎えは夜になっても来る気配はなく、ロックハートがペンブロークの部屋に向かうと職員が片づけを行っていた。所長を問いただすとペンブロークは体調を崩し別の部屋に移されたと言う。その場で鼻血を出し倒れたロックハートは所長の部屋で治療を勧められる傍ら、ペンブロークのカルテを盗み出すことに成功する。宛がわれた部屋でロックハートがカルテを確認していると、中庭にある教会跡に何かが運び込まれていることに気付く。
翌朝、ロックハートは患者の1人ワトキンスから、男爵は小作人を使って実験をしていたことを知らされる。ハンナと共に自転車に乗り、療養所から村に出向いたロックハートがカルテを読める人間に内容を確かめてもらうと、ペンブロークの状態はただの脱水症状だと判明し、さらに男爵の実験は正常な子供を作るためだったことが明かされる。ロックハートは急いで会社に電話を掛け事情を説明するが、役員たちは療養所からの連絡など受けていなかった。ハンナに詰め寄って所長について問い質そうととするロックハートだが、駆けつけた所長によって療養所に連れ戻される。
ロックハートは職員の目を盗んでペンブロークの居場所を探り、異様な雰囲気が漂う地下の病棟に行き着く。途中で遭遇したワトキンス曰く、200年前の村人は男爵の子供を夫人である妹の胎内から取り出すと地下水に捨てたが、その子供は助かっているという。侵入が発覚したロックハートは逃げる途中、逃げ込んだ部屋で水槽に沈められたペンブロークたちを見つけた後、所長に捕まって拷問のような仕打ちを受ける。
ロックハートは療養所にやってきたタクシーに乗り込んで村まで運んでもらい、警察官に助けを求める。しかし彼は療養所と繋がっており、連絡を受けた所長がやってくる。所長はロックハートがワトキンスと同じ妄想に取り付かれていると話し、その場には何事もなかったようにペンブロークも現れる。
患者として連れ戻されたロックハートはペンブロークと同じように手紙を書き出すが、ふと思い至ってギプスを破壊してみると右足は折れていなかった。ロックハートはスコップを手に教会跡から地下に入り、不気味な施設へと辿り着く。鰻についての資料や、人間の顔面を剥いだような物体を横目に奥へと進むと、男が死体を鰻に食べさせにやってきていた。男に気付かれるもなんとか撃退したロックハートは急いで療養所へと戻っていく。
療養所の食堂に患者が集まる中、ロックハートは所長が患者を騙していると声を上げるが、患者たちはロックハートの思惑に反して彼を捕まえてしまう。地下の病棟に運び込まれ機材へと繋がれたロックハートに、所長は此処で行っているのが特異な鰻を用いた不老長寿薬の精製であり、そのためには多くの人間が必要であることを明かす。
朝を迎え、魂を抜かれたように大人しくなっているロックハートだが、ワトキンスが残した資料をきっかけにして、所長とハンナの正体が200年前の男爵とその子供であることに気付く。その頃、所長は地下の施設でハンナと子供を作ろうとしていたが、そこにロックハートが駆けつける。ロックハートは撒いていた燃料を使って所長に火をつけるとハンナを助けようとするが、所長が間もなく火から逃れたため格闘になる。やがて窮地に立たされるロックハートだが、ハンナが所長を殺したことで事なきを得る。
地下の通風口から上がった火の粉は地上にまで届き、ロックハートとハンナが外に出た頃には療養所全体が炎で包まれていた。自転車で脱出した2人はタクシーと衝突し、乗っていたロックハートの会社の役員たちと出会うが相手にせず、その場から去っていく。

## キャスト
括弧内は日本語吹替担当者である。
- ロックハート: デイン・デハーン（下妻由幸） - 野心家の金融マン。
- ヴォルマー医師: ジェイソン・アイザックス（世古陽丸） - 療養所の所長。
- ハンナ: ミア・ゴス（吉田聖子） - 療養所の謎めいた少女。
- ペンブローク: ハリー・グローナー（英語版）（立川三貴） - ロックハートの会社の社長。
- ワトキンス: セリア・イムリー（英語版）（松永麻里） - 療養所の患者。クロスワードパズル好き。
- 副所長: エイドリアン・シラー（英語版）（牛山茂）
- エンリコ: イヴォ・ナンディ - 運転手。
- ウィルソン: カール・ランブリー - ロックハートの会社の重役。
- バーテンダー: ミヒャエル・メンドル - 村の酒場の主人。

## 興行収入
本作は『グレートウォール』及び『フィストファイト』と同じ週に封切られ、公開初週末に650万ドル前後を稼ぎ出すと予想されていたが、実際の数字はそれを下回るものとなった。2017年2月17日、本作は全米2704館で公開され、公開初週末に435万ドルを稼ぎ出し、週末興行収入ランキング初登場10位となった。

## 評価
本作に対する批評家の評価は伸び悩んでいる。映画批評集積サイトのRotten Tomatoesには196件のレビューがあり、批評家支持率は43%、平均点は10点満点で5.4点となっている。サイト側による批評家の見解の要約は「『キュア 〜禁断の隔離病棟〜』はこれでもかと言わんばかりの映像表現を売りにしているが、それらは独創性を欠いている上に展開が読めてしまうストーリーに浪費されている。しかも、そのストーリーに存在するひねりや転回、恐怖は過去の作品がより見事に扱ったものである。」となっている。また、Metacriticには40件のレビューがあり、加重平均値は47/100となっている。なお、本作のCinemaScoreはC+となっている。